# 维勒雷 (奥布省)
维勒雷（法語：Villeret，法語發音：[vilʁɛ]）是法国奥布省的一个市镇，属于奥布河畔巴尔区。

## 地理
维勒雷（48°28'37"N, 4°35'20"E）面积3.25 平方千米，位于法国大東部大區奥布省，该省份为法国中北部省份，北起马恩省，西接塞纳-马恩省，西南至约讷省，东南至科多尔省，东临上马恩省。
与维勒雷接壤的市镇（或旧市镇、城区）包括：沙旺日、昂皮尼、朗蒂耶、蒙莫朗西博福尔。

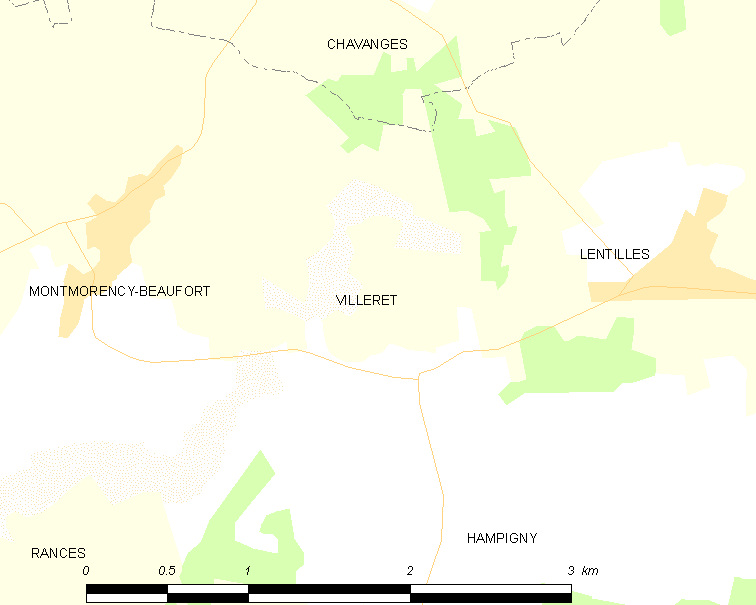
的OSM定位图

维勒雷的时区为UTC+01:00、UTC+02:00（夏令时）。

## 行政
维勒雷的邮政编码为10330，INSEE市镇编码为10424。

## 政治
维勒雷所属的省级选区为布列讷堡县。

## 人口

1962-2008年间人口变化图示

维勒雷于2022年1月1日时的人口数量为64人。